# Harald Björkman
Karl Harald Björkman, född 13 december 1881 i Uskela, död 1936 i Sysmä var en finländsk operasångare (baryton).
Björkman var klasskamrat till Joel Lehtonen vid lyceet i Nyslott och förblev god vän med denne.
1914 tilldelades Björkman ett konstnärsstipendium på 1 000 mark för studier utomlands. I februari 1915 gav Björkman en konsert i Nyslott, ackompanjerad av pianisten Fanny Paananen (hustru till sångaren Ernest Paananen). I april samma år gav han en konsert i Tammerfors, som lovordades av tidningsrecensenterna, som beskrev hans röst som ståtlig och hög. 1919 tillhörde Björkman, Erna Gräsbeck, Greta von Haartman, William Hammar, Wäinö Sola, Eino Rautavaara, Yrjö Somersalmi, Lahja Linko och en rad andra sångare den nya ensemblen vid Finlands nationalopera.
Som sångare deltog Björkman även vid uppsättningen av Faust vid operafesten i Nyslott 1916. 1913 gjorde Björkman 18 skivinspelningar, varav fem tillsammans med Iivari Kainulainen. Björkman avled av tuberkulos i strupen 1936.